# Кэтрин Джейнвэй
Кэтрин Джейнвэй (англ. Kathryn Janeway) Капитан Звёздного флота Объединенной Федерации Планет — персонаж научно-фантастического телевизионного сериала «Звёздный путь: Вояджер».
Она в частности известна как капитан знаменитого «USS Вояджер» и впоследствии адмирал Звёздного флота.
Под её командованием «Вояджер» пересёк δ-квадрант в течение 7 лет и благополучно вернулся на Землю, принеся много полезных сведений о новых расах и планетных системах, а также о враге номер один Федерации — Борг.

## Ранние годы жизни
Кэтрин Джейнвей родилась 20 мая в городе Блумингтон, штат Индиана.
Согласно окудаграмме из 18 — 19 эпизодов, 4 сезона — «Смертельная игра», Кэтрин родилась в 2344 году. Однако есть противоречия, если верить окудаграмме, Джейнвей приступила к командованию Вояджером в возрасте 27 лет, однако она утверждала, что в возрасте 39… Верить следует второму утверждению, поскольку именно 39 лет было актрисе на момент начала сериала, когда Вояджер и был введен в эксплуатацию.
Отцом Кэтрин был вице-адмирал Звёздного флота, у неё были родной брат и сестра. Мать Кэтрин всё ещё была жива к 2377 году…
Согласно Джери Тейлору сестру Кэтрин зовут Фэб, а у Кэтрин есть и второе имя — Элизабет.
Кэтрин росла на равнинах, окружающих ферму её дедушки в Индиане (сезон 3, эпизод 12 — «Макромир»). Как-то раз в возрасте 6 лет Джейнвей видела, как молния расщепила дуб в нескольких ярдах от неё, впоследствии она признавала, что не припомнит ни одного природного явления более страшного, чем гроза на равнине и особенно в столь раннем возрасте. Одним из любимых блюд Джейнвей были гренки по валийски, любовь к этому блюду ей перепала от дедушки. Кэтрин в юности брала уроки балета, уже в возрасте 6 лет она исполнила хореографическую миниатюру «Умирающий лебедь». Она вспомнила прошлое во время событий 3-го сезона, эпизода 15 — «Кода» в 2373 году во время «Ночи талантов», устроенной Ниликсом. В возрасте 10 лет Кэтрин посетила северную окраину Большого каньона. Кэтрин назвала каньон Самая большая яма на Земле. Её отец счёл это место чрезвычайно «пыльным» и сказал, что никогда бы не променял «край бескрайних равнин» на этот суровый край. В возрасте 12 лет Кэтрин увлеклась теннисом, но вскоре забросила занятия. В возрасте 19 лет она продолжила занятия. Также Кэтрин любила бильярд (сезон 1, эпизод 6 — «Облако»). Одним из многочисленных увлечений Кэтрин, начавшихся проявляться в эти годы, стала любовь к лингвистике.

## Академия Звёздного флота
Пока Кэтрин была кадетом, она полностью отдавала себя учёбе. Она очень нравилась садовнику академического сада. Он каждое утро приносил свежие розы к её комнате в жилых кварталах академии. Джайнвей в это время пристрастилась к кофе, ей часто приходилось не спать и далеко за полночь. Она училась при таких замечательных профессорах как бывшие адмиралы Звёздного флота Паттерсон и Хендрик, таких специалистах, как Х’Онк…

## Карьера

### Ранняя карьера
Первым местом несения службы Кэтрин стал звездолёт USS «Аль-Ботани» (Эксельсиор класс) под командованием капитана Оуэна Пэриса. Она занимала должность офицера по науке на время Ариасской экспедиции. Известно также что Кэтрин участвовала в конфликтах с кардассианцами. В первый раз Кэтрин встретилась с Тувоком в тот день, когда сразу три адмирала осуждали тактические действия Джейнвей сразу после её первой миссии. Впоследствии Джейнвей служила на борту USS «Биллингс».

### USS Вояджер
Капитан Кэтрин Джейнвей приняла на себя командование звездолётом класса «Бесстрашный» (англ. Intrepid class) USS «Вояджер» в 2371 году. Первой миссией нового, экспериментального звездолёта должны были стать поиски пропавшего без вести в Пограничных пустошах рейдера Маки. Поиски рейдера были затруднены вследствие постоянных плазменных штормов и появлением разного рода аномалий в этом районе, но именно из за этого Маки и выбрали Пограничные пустоши, как место своего базирования. Но то, с чем столкнулся рейдер Маки и немного спустя Вояджер, никто не мог себе и представить… Вояджер был перемещён неизвестной силой на 70 000 световых лет в δ-квадрант. Некая сущность — Опекун, форма жизни искавшая способ воспроизвести потомство, но не имевшая такой возможности из-за отсутствия генетически совместимого существа. Опекун известил Джейнвей, что ему подобные давно покинули Галактику, но он случайно разрушил родной мир расы окампа, вследствие чего, ощущая ответственность за дальнейшую судьбу окампа, стался в роли их «опекуна», посылая им энергию и защищая от кейзонов. После гибели Опекуна, Вояджер уничтожил, пренебрегая своей единственной возможностью вернуться домой, в пользу народа окампа, космическую станцию, на которой находился Опекун, для того, чтобы высокие технологии там находившиеся не попали к кейзонам, исконным врагам окампа, которые могли бы применить их во вред последним. Вояджеру по расчётам предстояло свыше 70 лет перемещаться на максимальной скорости, чтобы вернуться домой.

#### 2371
В течение первых нескольких дней, которые экипаж провёл в δ-квадранте, Джейнвэй приняла в команду талаксианца Ниликса и окампу Кес. Это произошло непосредственно после того, как «Смотритель» умер. Одной из первоначальных задач вставших перед Кэтрин оказалось надобность объединения экипажа Звёздного флота и Маки. В первые же дни вспыхнул конфликт между Б’Еланой и энсином Кэри. Чакотай рекомендовал Торесс на должность главного инженера. Сначала Кэтрин отказала в просьбе ввиду яркого темперамента Торесс, но потом поменяла своё мнение, и ей никогда не приходилось жалеть о выборе. Однажды Кэтрин и Том Пэрис попали на планету, как казалось, опустошённую мощным взрывом. Во время телепортации некая аномалия в «субкосмосе» перенесла обоих на планету во временной отрезок до взрыва…
Перис и Кэтрин оказались между правительством и демонстрантами. Они протестовали против введения в строй некой электростанции, использующей новые способы получения энергии. Они считали, что этот источник энергии может оказаться опасным, и, как оказалось, не зря. Кэтрин поняла это уже тогда, когда команде удалось «вытянуть» их с Перисом из субкосмоса. Ей удалось запечатать трещину в субкосмосе, которая и была вызвана аварией, тем самым поменяв ход событий в прошлом. В том же году Кэтрин вступила в контакт с видианами, которые сначала похитили лёгкое у Ниликса, потому как страдали от видианского фага, затем разделили Торесс на две сущности — клингонскую и человеческую. Кэтрин пришлось в очередной раз проявить свои таланты, когда корабль оказался в туманности, на самом деле оказавшейся особой формой неорганической жизни. В том же году Вояджер наткнулся на микрочервоточину, которая вела в α-квадрант. Им удалось связаться с капитаном ромуланского корабля Телек Р’Мором. Его удалось телепортировать на борт, но выяснилось, что он не из 2371, а из 2351 года. Микрочервоточина оказалась не только пространственной, но и временной аномалией… Убитая горем Джейнвэй была вынуждена просить капитана передать через двадцать лет сообщение Звёздному флоту, и он согласился. Однако, капитан, возможно, не успел ничего передать Звёздному флоту, потому как умер в 2367…
В том же году «Вояджер» повстречал сикааранцев — расу, обладавшую технологиями, которые позволяли искажать космос и таким образом позволять своим кораблям преодолевать огромные расстояния в короткие сроки. Прямыми путями технологию получить не удалось, и Джейнвей пришлось воспользоваться другими связями и через них получить её. Однако, технология оказалась несовместима с технологиями Федерации, и «Вояджер» продолжил путь. Дженвэй удалось вызнать, что на самом деле Сеска (одна из Маки) — в действительности кардассианская шпионка, старательно замаскированная под баджорку и передающая потихоньку технологии Федерации кейзонам.
Чтобы расслабиться, Джейнвэй создала голопрограмму, где она «стала» гувернанткой в особняке, в котором происходили странные и мистические вещи.